# Мала сирена (ТВ серија)
Мала сирена (енгл. The Little Mermaid) је америчка је фантастична анимирана телевизијска серија издавачке куће Walt Disney Television Animation базирана на истоименом филму из 1989. године. Приказује Аријелине авантуре пре догађаја из филма. Представља прву Disney телевизијску серију која је издвојена из главног анимираног филма. Неки од гласовних улога из филма су репризирали улогу и у серији, као што су Џоди Бенсон као Аријел, Самјуел Е. Рајт као Себастијан, Кенет Марс као краљ Тритон и Тара Керол као Урсула. Други гласовни глумци су Идан Грос и Бредли Пирс као Глаундер и Џеф Бенет као принц Ерик.
Премијера серије Мала сирена била је током јесени 1992. године са анимираним специјалом у ударном термином под називом „Талас репа”, након чега је пребачена на суботња јутра. Серија се првобитно појавила на мрежи CBS и емитовала се од 1992. до 1994. године (пре него што је Disney купио ривалску мрежу ABC). Disney Channel је репризно приказивао серију од 2. октобра 2005. до 29. септембра 2002. године и поново од 5. септембра 2005. до 4. јула 2010. године. Неке од епизода садрже музичке сегменте, заједно са оригиналним песмама написаним за серију. Уводна тема серије је инструментална комбинација песама „Part of Your World”, „Under the Sea” и „Kiss the Girl”. Увертира за сценски мјузикл Мала сирена из 2007. године је слична овој комбинацији.
У Србији је приказивана 2008. године на каналу РТС 1, синхронизована на српски језик. Синхронизацију је радио студио Лаудворкс.

## Радња
Серија прати Аријелине авантуре као сирене која и даље живи под морем са својим оце, крабом Себастијаном и рибом Флаундером.

## Улоге
| Лик            | Глас                  |
| -------------- | --------------------- |
| Аријел         | Џоди Бенсон           |
| Флаундер       | Идан Грос Бредли Пирс |
| Себастијан     | Самјуел Е. Рајт       |
| краљ Тритон    | Кенет Марс            |
| Урсула         | Пет Керол             |
| Јежа           | Дени Кукси            |
| зли Ража       | Тим Кари              |
| Трча           | Морис Ламарш          |
| Гангста Јастог | Џо Аласки             |
| Шкамп          | Дејвид Лендер         |
| Ариста         | Мери Кеј Бергман      |
| принц Ерик     | Џеф Бенет             |
| Фримсби        | Бен Рајт              |